# Planktothrix rubescens
Espèce
Planktothrix rubescens est une espèce de cyanobactéries filamenteuses et toxiques pouvant perturber l'utilisation des lacs. Sa prolifération colore la surface de l'eau en rouge lie de vin. 
Elle est aussi connue localement sous le nom de sang des Bourguignons en souvenir de la bataille de Morat (1476) où de nombreux Bourguignons moururent dans le lac. Cette espèce a été classée dans le genre Planktothrix en 2002 par S. Suda. Auparavant, elle était appelée Oscillatoria rubescens.

## Caractéristiques
Comme il est typique pour les Oscillatoriales, Planktothrix forme de longs filaments cellulaires non ramifiés aussi appelés trichomes. Il ne forme pas d'akinète  (spores résistantes) ni d'hétérocystes. Les filaments linéaires ont une mobilité limitée et sont sujets à la phototaxie. Ils sont en général isolés et ne sont que rarement regroupés en faisceau. Elle contient un pigment rouge qui lui donne sa couleur, la phycoérythrine. Planktothrix agardhii a une structure qui lui ressemble mais ne contient pas de pigment rouge. 
P. rubescens fait partie du plancton dans les eaux douces, en particulier dans les lacs froids, profonds et stratifiés comme par exemple dans certains lacs alpins (lac du Bourget, lac Léman, lac de Morat, lac de Zurich, Ammersee, Mondsee, ... ) mais peut être trouvée dans une grande partie du monde.

## Cycle de vie
Cette espèce peut se répartir dans la colonne d'eau à l'aide de vésicule gazeuse. Son cycle biologique se déroule en trois phases. Tout d'abord, elle passe par une phase stratifiée où elle vit à 10-20 mètres de profondeur de juin à septembre. Ensuite, c'est la phase dispersée en octobre où elle se répartit à toutes profondeurs et finalement la phase hivernale où le nombre d'algues est très faible et décroit jusqu'au printemps. Lorsque les conditions sont favorables, une efflorescence algale peut se produire, en particulier entre la fin de l'été et début novembre dans les lieux abrités.
Dans ce cas, après sa prolifération, les animaux aquatiques ainsi que l'approvisionnement en eau potable peuvent être mis en danger à cause de sa toxine, une microcystine qui s'attaque particulièrement au foie. 
Son accumulation à la surface est d'abord favorisée par une période de froid venté qui permet de mélanger les eaux de surface avec les eaux plus profondes. Celui-ci doit être suivi par une période chaude, bien ensoleillée et calme qui facilite son développement.
Son efflorescence est toutefois le signe d'un lac en mauvaise santé, notamment à cause d'une trop grande quantité de phosphore qui permet un développement trop important des algues et des cyanobactéries. Dans le Lac Léman, la concentration de phosphore n'était que de 15 à 20 µg/l en 1960 avant d'augmenter considérablement. C'est ainsi que la première efflorescence de P. rubescens s'est produite en 1968 avant de se répéter en 1978, 1992, 2002 et 2006 (dans les années 2000, le taux de phosphore était en baisse mais atteignait encore 30 µg/l). Le lac du Bourget est plus fréquemment touché, en particulier depuis 1996.